# Amanieu de Sescars
Amanieu de Sescars (... 1278-1295…) fou un trobador d'origen controvertit, encara que en l'actualitat no hi ha dubte que es tracta d'un personatge català. Només es conserven quatre composicions seves: dos ensenhamens i dos saluts d'amor. Va escriure també cançons, avui perdudes o no identificades, que li valgueren a l'època l'apel·latiu de "déu de l'Amor". El primer dels dos saluts està datat l'any 1278 i el segon, més extens, el va escriure entre els anys 1288 i 1291. "L'ensenhamen del scudier" (472 versos) és anterior a 1291. Es tracta d'una lliçó sobre el comportament que ha d'observar un escuder en assumptes amorosos, en el tracte amb el seu senyor i en el maneig de les armes. "L'ensenhamen de la donsela" (686 versos) fou escrit entre 1291 i 1295 i dona normes d'educació a una joveneta, tot fent èmfasi en la instrucció amorosa.
En un dels dos saluts d'amor, destaca la descripció d'insomni amorós, la descripció de la bellesa de la dama i el compromís del trobador d'abandonar qualsevol empresa amorosa quan la dama demani la seva presència.